# Leioproctus subdentatus
Leioproctus subdentatus är en biart som först beskrevs av Rayment 1931.  Leioproctus subdentatus ingår i släktet Leioproctus och familjen korttungebin. Inga underarter finns listade i Catalogue of Life.